# Calcio Como
Como 1907, (em italiano: [ˈkɔːmo]), é um clube de futebol profissional italiano com sede em Como, Lombardia. O clube compete na Serie A, a primeira divisão do futebol italiano.

## História
Fundado em 1907 como Como Foot-Ball Club, o clube adotou o azul real como cor e joga suas partidas em casa no Estádio Giuseppe Sinigaglia, com capacidade para 13.602 pessoas, desde 1928. O clube tem atualmente os proprietários mais ricos do futebol italiano depois que o clube foi comprado pelos irmãos Hartono (Robert Budi Hartono e Michael Bambang Hartono) através do Grupo Djarum em 2019. Os acionistas minoritários do clube incluem o atual técnico, Cesc Fàbregas e Thierry Henry.
A primeira temporada do Como na primeira divisão do futebol italiano foi na Prima Categoria 1913-14, e lá permaneceu até o rebaixamento em 1922. O Como garantiu sua ilustre história na temporada 1930-31 quando Gedeon Lukács liderou um acesso triunfante à Série B, onde o Como terminou invicto, tanto na temporada regular quanto nos play-offs da Prima Divisione, marcando 90 gols em 32 partidas e sofrendo apenas 24 gols.
Os rebaixamentos consecutivos na década de 2000 causaram dificuldades financeiras ao Como. Em 2004, o clube foi declarado falido e excluído da participação no futebol profissional italiano. Eles foram imediatamente admitidos na Série D, o nível mais alto do futebol não profissional na Itália, onde passaram três temporadas antes de serem promovidos de volta à Série C2 em 2007. Após nova falência em 2016, uma nova empresa fundou novamente o clube em 2017 e foi admitido na Série D.
Desde que foram comprados pelos irmãos Hartono, que foram classificados como os 64º e 66º homens mais ricos pela Forbes em 2022 e os homens mais ricos da Itália em 2024, o clube voltou à Série B e, em 2024, pela primeira vez em 21 anos, foi promovido à Série A.

### Fundação e primeiros anos

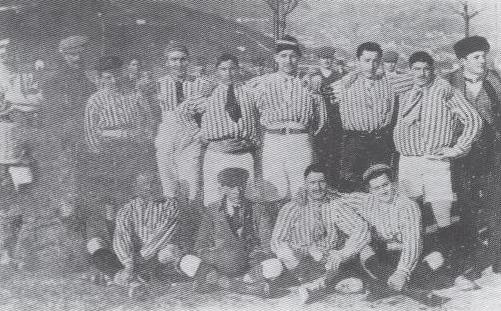
Elenco do Como em 1910

O clube foi fundado em 25 de maio de 1907 como Como Foot-Ball Club, por uma comissão de sócios reunidos no bar Taroni, localizado na Via Cinque Giornate, primeira sede do clube. Nos primeiros anos após sua fundação, o Como disputou amistosos e torneios locais, competindo contra times de Milão (US Milanese, Libertas, Unitas e Juventus Italia) e Suíça (Chiasso, Lugano e Bellinzona). Em 1º de outubro de 1911, o clube participou da inauguração do Campo via dei Mille em um amistoso, derrotando o Bellinzona por 3–1. O Como então usou o terreno para sediar seus jogos em casa nos anos seguintes.
Em 1912, após fusão com o clube estudantil "Minerva", o clube participou da qualificação para ingresso na Prima Categoria. No dia 20 de outubro, na primeira rodada, o clube foi derrotado por 3 a 1 pelo Savona, em Turim. Como foi, portanto, inscrito no grupo da Lombardia Promozione, jogou sua primeira partida em 17 de novembro de 1912, com uma vitória por 5 a 0 sobre o Brescia no Campo via dei Mille. A primeira aparição do clube na competição da primeira divisão foi na Prima Categoria 1913-14, depois que o time foi convidado a ingressar, e lá permaneceu até 1922.
Em 1927, o Como se fundiu com a Esperia e foi renomeada como Associazione Calcio Comense, que venceu a Coppa Volta no mesmo ano, eliminando o Internazionale por 3 a 0 na semifinal e derrotando o Genoa por 1 a 0 na final. No ano seguinte, o clube mudou sua sede para o Estádio Giuseppe Sinigaglia, após a inauguração do estádio em 30 de julho de 1927. O Como garantiu sua ilustre história na temporada 1930-31 quando Gedeon Lukács liderou uma promoção triunfante à Série B, onde o Como terminou invicto tanto na temporada regular quanto nos play-offs da Prima Divisione, marcando 90 gols em 32 partidas e sofrendo apenas 24 gols. No ano seguinte, na sua primeira experiência na Série B, a equipa de Como evitou confortavelmente a despromoção, terminando na nona posição, tendo o jovem Marco Romano como melhor marcador.
A Segunda Guerra Mundial afetou dramaticamente todo o movimento do futebol italiano, mas o Como conseguiu se recuperar. Em 1945, quando não havia campeonato nacional, o clube venceu o Torneo Benefico Lombardo (torneio dos clubes lombardos) que incluía Milan, Ambrosiana-Inter, Novara e outros clubes lombardos; após a guerra, o Como competiu na Série B e passou três anos lutando pelo primeiro lugar antes de finalmente ser promovido à Série A pela primeira vez em 1949, com Mario Varglien como treinador. A primeira experiência do Como na primeira divisão durou quatro anos, onde no primeiro ano terminou na sexta posição com os mesmos pontos do Torino em quinto. Nas temporadas seguintes, o Como despertou simpatia em toda a península pela escolha de colocar apenas jogadores italianos em seu terceiro ano na Série A. O clube também se tornou o líder da Série A pela primeira vez em sua história, em 23 de setembro de 1951, após o terceiro dia da temporada 1951-52, um ponto à frente de Inter, Juventus, Milan e Napoli.

### Tempos mistos

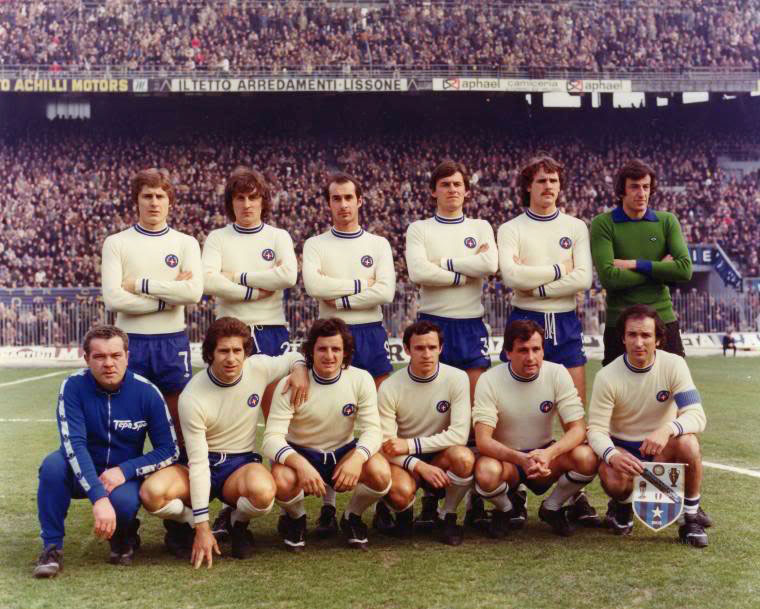
A escalação inicial do Como na derrota fora de casa contra o (1–2) na temporada 1975–76 da Serie A

No início da década de 1960, a campanha do Como na segunda divisão teve que ser interrompida após o "caso Bessi", um caso que começou no início da temporada 1962-63 da Série B quando o clube contratou o zagueiro Paolo Bessi por cinco partidas, que acabara de ser comprado de Tau Altopascio sem saber que o jogador ainda não havia cumprido a pena de desclassificação que lhe foi imposta pelo Comitê Regional da Toscana da Lega Nazionale Dilettanti. Depois de se salvar em campo, o Como foi punido com cinco derrotas por inadimplência que o levaram ao rebaixamento para a Série C. Em seu primeiro ano de rebaixamento para a Série C, o clube terminou em terceiro lugar no Grupo A após um elenco totalmente rejuvenescido e renovado pelo técnico Vinicio Viani, com Bruno Ballarini e Giovanni Invernizzi continuando a ser os pilares do clube. Depois de quatro anos na Série C, a promoção finalmente veio na temporada 1967-68, quando o time terminou na liderança do Grupo A sob o comando do técnico Franco Viviani e ainda liderado pelo histórico capitão Bruno Ballarini, recordista de jogos do Como em partidas oficiais.

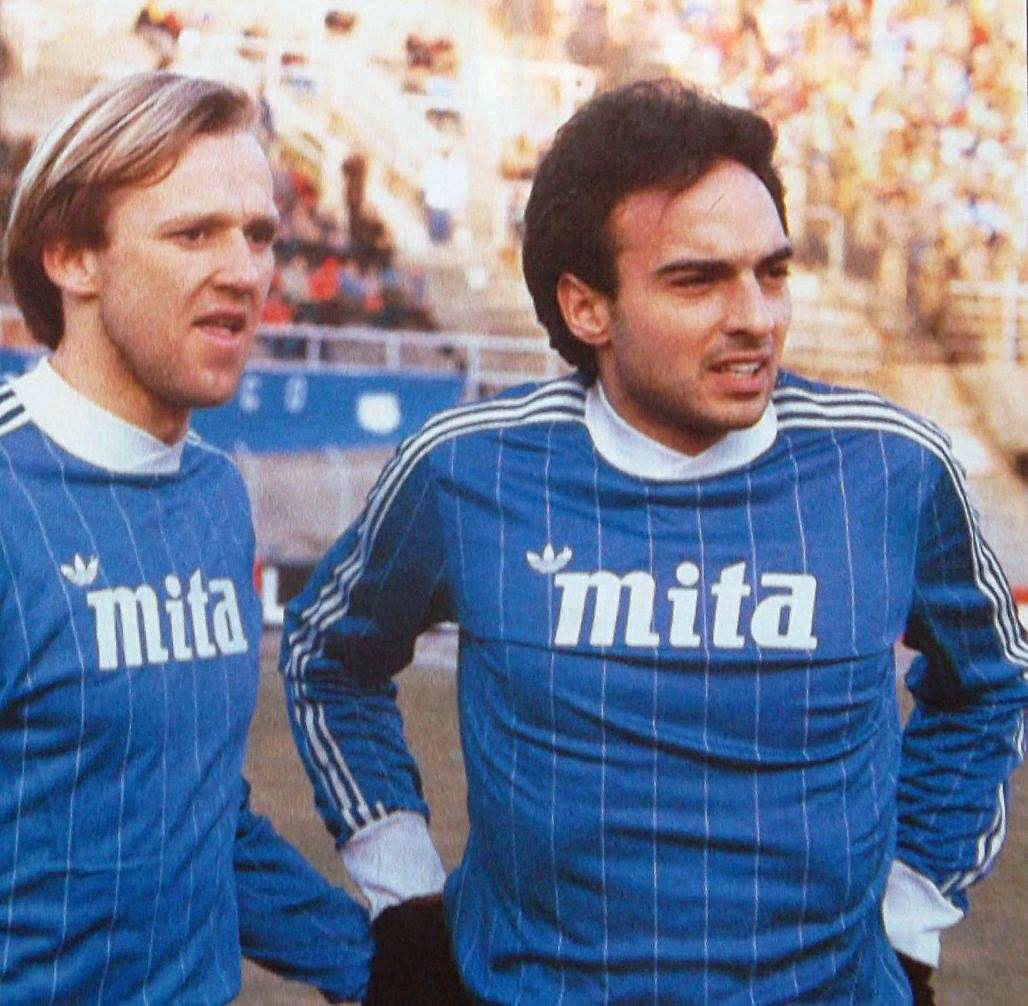
Dan Corneliusson (esq.) e Hansi Müller (dir.) jogando pelo Como na temporada 1984-85 da Série A

Na temporada 1973-74, após a chegada de Giuseppe Marchioro como técnico, Como voltou a lutar pela promoção com uma defesa sólida de Antonio Rigamonti e Vito Callioni, mas o time só conseguiu terminar na quarta colocação; na temporada seguinte, ainda comandado por Marchioro e com a contribuição do astro em ascensão Marco Tardelli, chegou uma segunda promoção à Série A, mas o time durou apenas uma temporada antes de ser rebaixado para a Série B. Depois de ser rebaixado para a Série C1 em 1978, o Como foi mais uma vez treinado por Marchioro apoiado pelo diretor esportivo Lamberti, ganhando imediatamente duas promoções consecutivas ao vencer a Série C1 na temporada 1978-79 e a Série B na temporada 1979-80, com Adriano Lombardi como seu melhor jogador; eles então permaneceram na Série A por duas temporadas, graças a uma equipe profundamente renovada e a alguns jogadores destinados a uma grande carreira, incluindo Pietro Vierchowod.
O Como conseguiu outra promoção à primeira divisão em 1984, com uma passagem de cinco anos na Série A provando ser o período de maior sucesso do clube. A força de ataque de Dan Corneliusson e Stefano Borgonovo conseguiu um 9º lugar em 1986, que se repetiu no ano seguinte com muito menos gols marcados; a defesa do clube, comandada pelo duro Pasquale Bruno, mostrou-se mais do que à altura da tarefa. Entre 1985 e 1989, muito tinha sido investido no setor juvenil, que agora formava jogadores de futebol do calibre de Marco Simone (posteriormente adquirido pelo Milan), um muito jovem Gianluca Zambrotta (futuro campeão mundial em 2006 na Alemanha). Dois rebaixamentos consecutivos para C1 na década de 1990 levaram a uma década ruim para o Como, que ficou flutuando durante a maior parte da década de 1990 na Série C1; a única exceção a esses anos ruins foi quando eles conseguiram ser promovidos à Série B na temporada 1994-95. O Como também venceu a Coppa Italia Serie C de 1996-97, derrotando a Nocerina na final de duas mãos com um placar agregado de 4-2.

### Falência e breve promoção à Série B
O Século XXI viu o Como experimentar um breve renascimento. A promoção à Série B em 2001 foi marcada por um incidente terrivelmente violento num jogo contra o Modena. Ferrigno deu um soco no jogador do Modena, que caiu gravemente no chão, machucando a cabeça. A vida de Francesco Bertolotti esteve em perigo por muito tempo e ele foi forçado a se aposentar enquanto Ferrigno foi suspenso por três anos de qualquer campeonato. Mesmo assim, eles conseguiram a promoção à Série A na temporada 2002-03; no entanto, o retorno à Série A foi uma grande decepção, com o time entre os dois últimos colocados durante toda a temporada, e a proibição de jogos em Sinigaglia após violência da torcida. Os rebaixamentos consecutivos causaram dificuldades financeiras; em dezembro de 2004 o clube foi declarado falido. Nenhum investidor conseguiu assumir o clube, pois a oferta de Enrico Preziosi foi negada e, assim, a empresa Calcio Como SpA foi liquidada. Devido à regulamentação da FIGC, uma nova entidade, chamada Calcio Como S.r.l., foi autorizada a admitir na Série D de 2005-06. O liquidatário também descobriu que o ex-presidente Preziosi transferiu alguns bens, como os contratos dos jogadores, para o seu novo clube, o Genoa, causando o fracasso financeiro em Como. Na temporada 2007-08, Como venceu o Girone B da Série D ao terminar em primeiro do grupo e foi promovido à quarta divisão, Lega Pro Seconda Divisione, na temporada seguinte. Nesta temporada, o clube também venceu a Coppa Itália Série D depois de vencer o Colligiana com um placar agregado de 3–1 na final de duas mãos. Em 2009, o Como finalmente retornou à Lega Pro Prima Divisione vencendo o play-off de promoção depois de derrotar o Rodengo Saiano com 1–1 no total e a Alessandria com 4–1 no total. Em 2015, o Como terminou em quarto lugar na terceira divisão. Eles se classificaram para os play-offs de promoção e foram promovidos à Série B depois de derrotar o Bassano Virtus com um placar agregado de 2 a 0 na final de duas mãos.
Novos problemas econômicos surgiram na temporada 2016–17, forçando o clube a ser declarado fora do mercado e colocado em leilão. No quarto leilão, os bens do clube foram adquiridos por Akosua Puni Essien, esposa do futebolista ganês Michael Essien e que também é a primeira empresária estrangeira no futebol italiano (através da sua empresa F.C. Como S.r.l.). No campeonato a equipe comandada por Fabio Gallo fechou a temporada regular na 7ª colocação do grupo A da Lega Pro e posteriormente foi eliminada na primeira rodada dos play-offs de promoção contra o Piacenza. No final de maio, a nova proprietária nomeou Mark Iuliano como treinador e Nello de Nicola como diretor esportivo. No meses seguinte, porém, a situação piorou repentinamente: o F.C., na verdade, apesar de várias garantias da administração não honrou algumas pendências (salários e contribuições em atraso, documentação, fiança) necessárias para solicitar a reafiliação à FIGC e poder se recadastrar na Série C (novo nome da Lega Pro). A Federação Italiana de Futebol (FIGC) rejeitou o pedido do F.C. Como como sucessor de Como na Série C 2017-18, já que o clube não cumpriu todos os critérios do Artigo 52 do N.O.I.F.. Seguindo estas circunstâncias, nos primeiros dez dias de julho de 2017 o prefeito de Como, Mario Landriscina, fez uso do art. 52, relativo à transferência do título desportivo de uma equipe desfiliada, nomeando uma comissão para examinar as propostas dos interessados na refundação do clube e no seu recadastramento em um campeonato amador. Ao final do procedimento de avaliação, esta comissão municipal seleciona o consórcio liderado pelo Grupo Nicastro (formado pelos empresários Massimo Nicastro, Roberto Renzi, Enzo Angiuoni e pelos gestores Roberto Bellotti e Roberto Pruzzo), se denominada Como 1907 S.r.l., foi admitida na Série D 2017-18, eliminando outra subcláusula do Artigo 52.
Liderados no banco pelo técnico Antonio Andreucci e em campo pelo capitão Davide Sentinelli, os "novos Azzurri" começaram com dificuldade, mas aos poucos consegue adquirir consistência de atuação e se apresentar como um time de ponta: na rodada de volta, o Como trava um duelo com o Gozzano pela posição de líder e pela promoção direta à Série C. O confronto direto da 35ª rodada, no estádio Giuseppe Sinigaglia, resultou no empate em 0 a 0, deixando o time de Como dois pontos atrás do pequeno time piemontês. Na última rodada, o Gozzano perdeu em casa por 1-2 para o Arconatese, mas ainda assim venceu o grupo devido ao empate sem gols entre Folgore Caratese e Como, que relegou os Azzurri aos playoffs. Nos play-offs, o Como eliminou o Pro Sesto na semifinal e depois o Chieri na final, adquirindo a segunda posição no ranking elaborado posteriormente para qualquer repescagem na série superior, à qual, no entanto, não foi admitido por não apresentação da garantia exigida.
O objetivo da promoção à Série C foi alcançado no ano seguinte: confiado ao técnico Marco Banchini, os azzurri encontram o seu adversário em Mântua, há muito líder do grupo B. Os confrontos diretos levam o Como a perder na primeira mão e a vencer na segunda mão, mas o campeonato fica resolvido de fato na 30ª jornada quando a equipa do Como vence o Caravaggio, enquanto os virgilianos saíram derrotados do estádio de Rezzato, passando para a segunda colocação com uma diferença de dois pontos. A vitória e o acesso ao terceiro escalão tornam-se matemáticos no penúltimo dia, quando a vitória de Como sobre o Virtus Bergamo é igualada por um empate entre Mântua e Sondrio, elevando a diferença para quatro pontos. Enquanto isso, em 4 de abril de 2019, o clube foi adquirido pela empresa londrina SENT Entertainment Ltd.,, atrás do qual está o indonésio Djarum.

### Novo dono e retorno à Série A

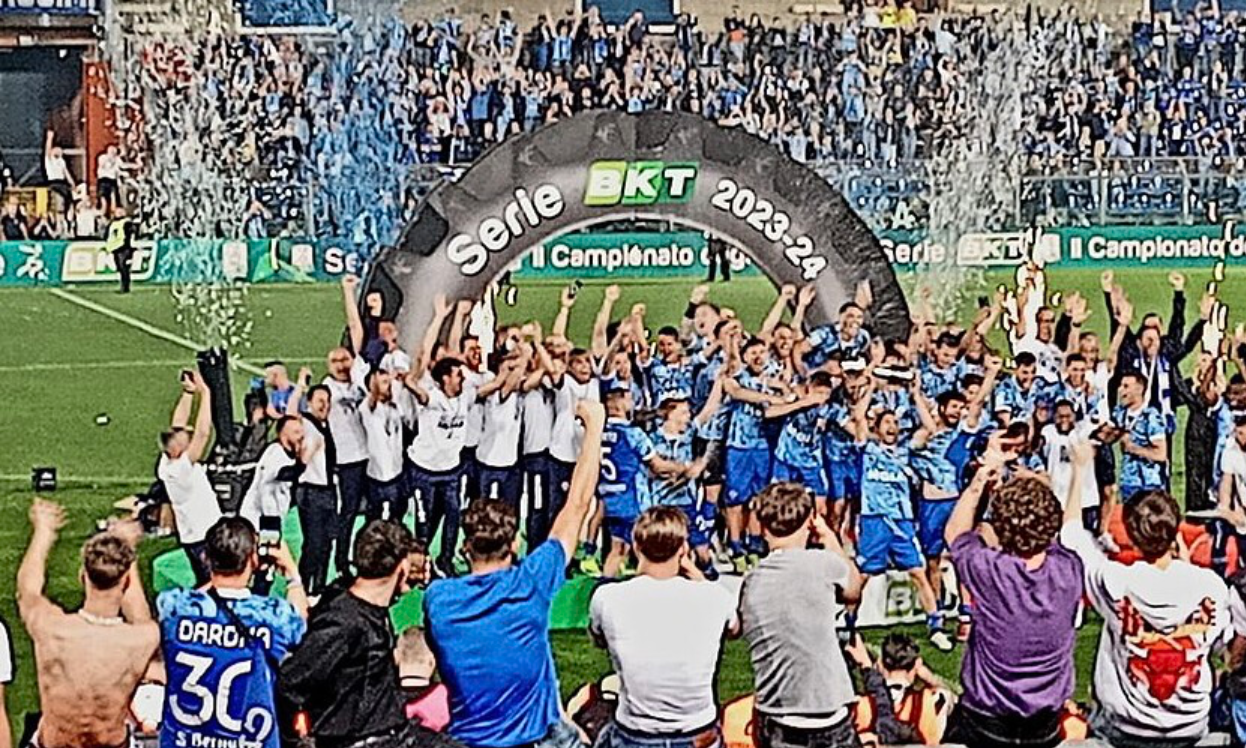
Os jogadores do Como comemoraram sua primeira promoção à Serie A após 21 anos

Em 2019, o clube foi adquirido pela empresa indonésia Djarum, liderada por Robert Budi Hartono e Michael Bambang Hartono, depois que o clube venceu o Grupo B da Série D de 2018–19. O Como voltou ao futebol profissional naquele ano sob a propriedade dos irmãos, que a partir de 2022 ganhavam 4 milhões de euros por hora, segundo a Forbes. Em 25 de fevereiro de 2020 foi inaugurada a Como TV, o OTT da empresa que transmite coletivas de imprensa, treinos e entrevistas. De 2021 a 2024, o clube é patrocinado pela subsidiária do serviço de streaming da Djarum, Mola TV. Em 2021, o ex-jogador do Chelsea, Dennis Wise, foi nomeado CEO do clube, após desempenhar anteriormente uma função consultiva desde 2019. Na temporada 2021-22, o ex-jogador do clube, Giacomo Gattuso, foi nomeado treinador e conseguiu sobreviver à zona de rebaixamento da Série B ao terminar na décima terceira posição, o melhor resultado do clube nos últimos vinte anos na segunda divisão. Esse resultado se repetiu na temporada 2022–23 com o clube terminando a temporada em décimo terceiro lugar mais uma vez sob o comando de Moreno Longo, que substituiu Gattuso que teve que deixar o clube por motivos pessoais no meio da temporada. Em agosto de 2022, o ex-jogador do Arsenal e do Barcelona, Cesc Fàbregas, chegou como acionista minoritário, ao mesmo tempo que jogava pelo clube como jogador. Outra parte interessada minoritária é uma lenda do futebol francês, Thierry Henry, que também ingressou no final do mês.
Na temporada 2023-24, o clube teve um bom início na Série B sob o comando de Longo e subiu ao topo da tabela, mas em 13 de novembro o clube decidiu demitir o técnico Moreno Longo e nomear Cesc Fàbregas como técnico interino, que ainda não possuía a Licença UEFA Pro. Depois que a isenção que lhe foi concedida expirou em 20 de dezembro, o Como nomeou o galês Osian Roberts como treinador principal, com Fàbregas sendo rebaixado como seu assistente. Eles terminaram a temporada em segundo lugar, o que lhes valeu o retorno à Série A na temporada seguinte, após uma ausência de 21 anos da primeira divisão do futebol italiano. A promoção foi garantida na última rodada da temporada, em 10 de maio de 2024, contra o Cosenza, que terminou em 1 a 1, fazendo o clube terminar como vice-campeão, acima do Venezia, com uma vantagem de três pontos e logo abaixo do Parma, campeão da Série B. Inicialmente não estava claro se o Como, que se tornou o clube mais rico da Série A, seria capaz de jogar suas partidas em casa no Estádio Giuseppe Sinigaglia na temporada 2024-25, já que o local não atendia aos requisitos do estádio da Série A. No entanto, o estádio agora é usado.

## Cores e Símbolos

### Distintivo

Bandeira da cidade de Como – tem sido o emblema do clube usado nos kits de jogo desde as origens até meados da década de 1920

O elemento que caracterizou quase todos os emblemas que o Como utilizou ao longo das décadas é o brasão da cidade em vermelho com uma cruz prateada no centro. Em alguns casos, como na temporada 1949-50, esta cruz foi adotada em todos os sentidos como um símbolo social e costurada nas camisas dos jogadores. Outro elemento recorrente no emblema do clube são as diversas referências ao Lago de Como.
Entre os primeiros emblemas do clube conhecidos estava o adotado em 1919 que incluía uma bola marrom, circundada por uma faixa branca com o nome da cidade e o brasão da cidade. Em 1927, ocorreu uma mudança de brasão quando o Como se fundiu com Esperia e foi renomeada como Associazione Calcio Comense. O emblema tinha a forma de um círculo com o nome do clube no topo em azul, acompanhado por uma estrela branca de cinco pontas, e na parte inferior aparecia uma cruz branca sobre um campo vermelho emprestado do brasão da cidade. Desde o início da década de 1950, um novo emblema foi introduzido, um moderno escudo francês azul com o nome do clube - Calcio Como - em letras canárias e o brasão da cidade estampado no canto superior esquerdo.
Em março de 1984, tendo em vista um possível retorno à Série A, foi anunciada uma votação popular para dotar o clube de um novo símbolo, logotipo ou brasão. O uso da cor azul e do brasão da cidade foram impostos como vinculativos e foram sugeridos possíveis temas para trabalhar, como o lago, a catedral, o Broletto e a sericultura: os cinco esboços considerados os melhores receberiam 1 milhão de liras. Foram 500 participações, entre as quais foram selecionadas as propostas de Massimo Tettamanti, Isabella Della Rosa, Alessandra Vittani, Mario Turconi e Studio Cantiani Como. A decisão sobre o símbolo da vitória ficou a cargo dos torcedores, que à margem do jogo contra a Triestina, em 10 de Junho de 1984, receberam um cartão de voto para ser depositado em urnas especiais instaladas no Estádio Sinigaglia. A votação coroou como vencedora a proposta do Studio Cantiani, cujo protagonista é o desenho estilizado de um pássaro lacustre de identificação pouco clara, voando de um corpo de água. A escolha gerou polêmica: muitos torcedores acusaram o clube (que não havia divulgado a classificação dos cinco esboços) de ter distorcido a votação, alegando que na realidade o logotipo mais votado foi o de Mario Turconi, que propôs uma estilização mais simples do Lago Como; no entanto, a ambiguidade da ave representada, que alguns interpretaram como um mergulhão; outros, como a garça (espécie pouco presente na bacia de Como), foram alvo de discussões e ironias, com alguns fãs dando-lhe o apelido de el gurgureu ("a gaivota" no dialeto de Como); o então diretor do jornal La Provincia di Como, Gianni De Simoni, compartilhou as dúvidas da praça em editorial. Os próprios autores do logotipo cooperaram para alimentar a polêmica, alegando terem-se inspirado nas garças do oásis de Bassone, uma zona húmida nos arredores de Como completamente distinta do lago, que o aviso indicava entre os temas sobre os quais trabalhar. No entanto, o desenho nunca foi afixado nos uniformes de jogo, mas apenas utilizado em contexto institucional, em flâmulas, em merchandising e em publicações; por último, em 2013, foi recuperado como símbolo das categorias juvenis do Como.
Em 1991 ocorreu uma mudança no emblema quando um ancis branco foi introduzido, contendo ao centro o brasão da cidade ladeado por ondas azuis. Acima deste desenho aparecia o nome da cidade, enquanto abaixo estava o ano de fundação da equipe em letras azuis. O emblema foi ocasionalmente modificado de forma sutil, alterando a intensidade das cores e usando diferentes letras tipográficas.
Em 2019, a mudança de propriedade do Como trouxe consigo um novo logotipo, cuja escolha foi mais uma vez deixada ao voto popular dos fãs. O escudo traz o nome do clube e um desenho de onda de lago, sobreposto a uma cruz grega. O design é apresentado monocromaticamente em azul ou branco dependendo da superfície de aplicação, enquanto o componente vermelho está completamente ausente.

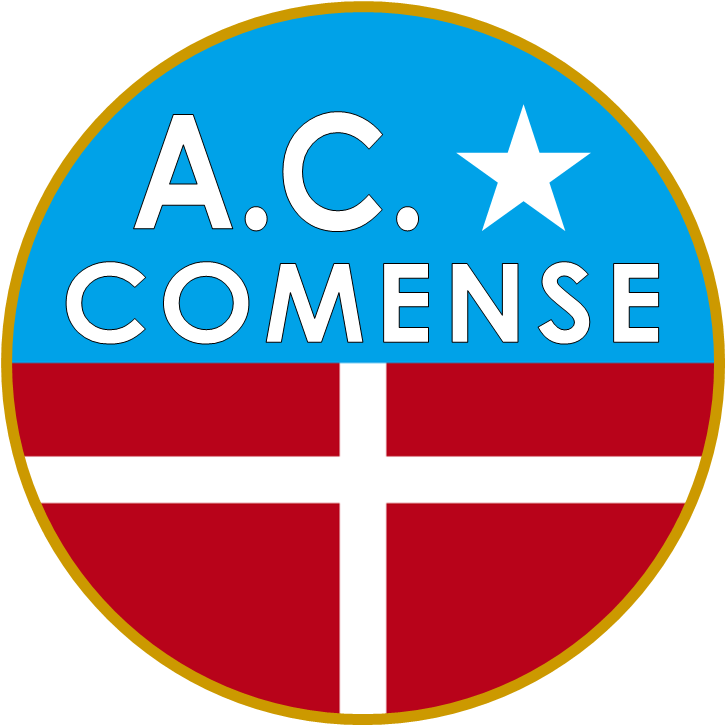
Logotipo da Associazione Calcio Comense, usado de 1927 a 1936
Logotipo do Como usado entre 1950 e 1970
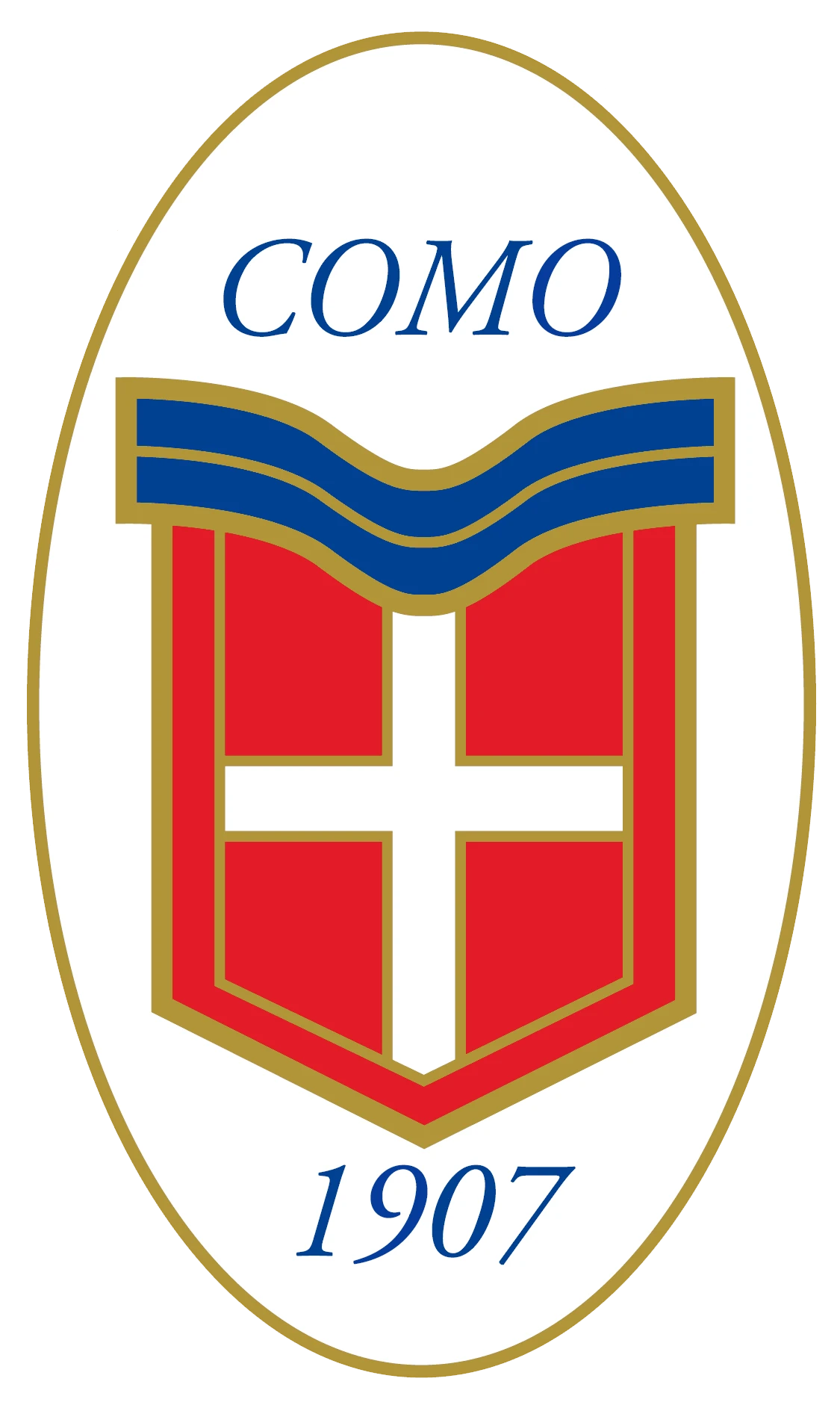
Logotipo do Como usado entre 1991 e 2017
Logotipo do Como usado desde 2019

### Cores
Historicamente, as cores de identidade do Como são o azul claro, tradicionalmente usado em camisas lisas, acompanhado do branco como cor reservada para calções e detalhes. Nas primeiras décadas do clube, essa cor era mais utilizada nas camisas do Como, com uso de estampas cruzadas, listradas ou palati. No terceiro milênio as cores do clube tenderam a declinar para o azul real, o que também deu origem ao apelido biancoblù. Já o kit visitante costuma ser o inverso do kit caseiro, com exceções ocasionais devido ao colorido da moda da época. Em 1926, quando o clube se fundiu com o Esperia como Associazione Calcio Comense, o vermelho granada foi escolhido como condimento esporádico nas camisas.

### Mascote
Desde 2017 o mascote da empresa é Ilario, um mergulhão azul desenhado na atitude de um jogador de futebol, com uma bola e a camisa do clube; a concepção e escolha do mascote ocorreram por meio de um concurso popular organizado pela empresa por ocasião do centésimo décimo aniversário de fundação da Como FBC: entre os esboços recebidos, além do mergulhão (ainda sem nome, desenhado por Mauro Dalla Francesca), estavam duas propostas de crianças, nomeadamente um rosto sorridente modelado à semelhança da torre de Castel Baradello e uma gota antropomórfica de água (alegoria do Lago de Como), obra respectivamente de Mattia Pietro, 6 anos, e Riccardo Piazza, 9 anos. A escolha final foi confiada aos torcedores, que no dia 19 de novembro de 2017, antes de um jogo do campeonato, deram a maioria dos votos ao mergulhão; a votação do nome viu "Ilario" e "Lariano" se contrastarem, com a vitória do primeriro.

## Estrutura

### Estádio

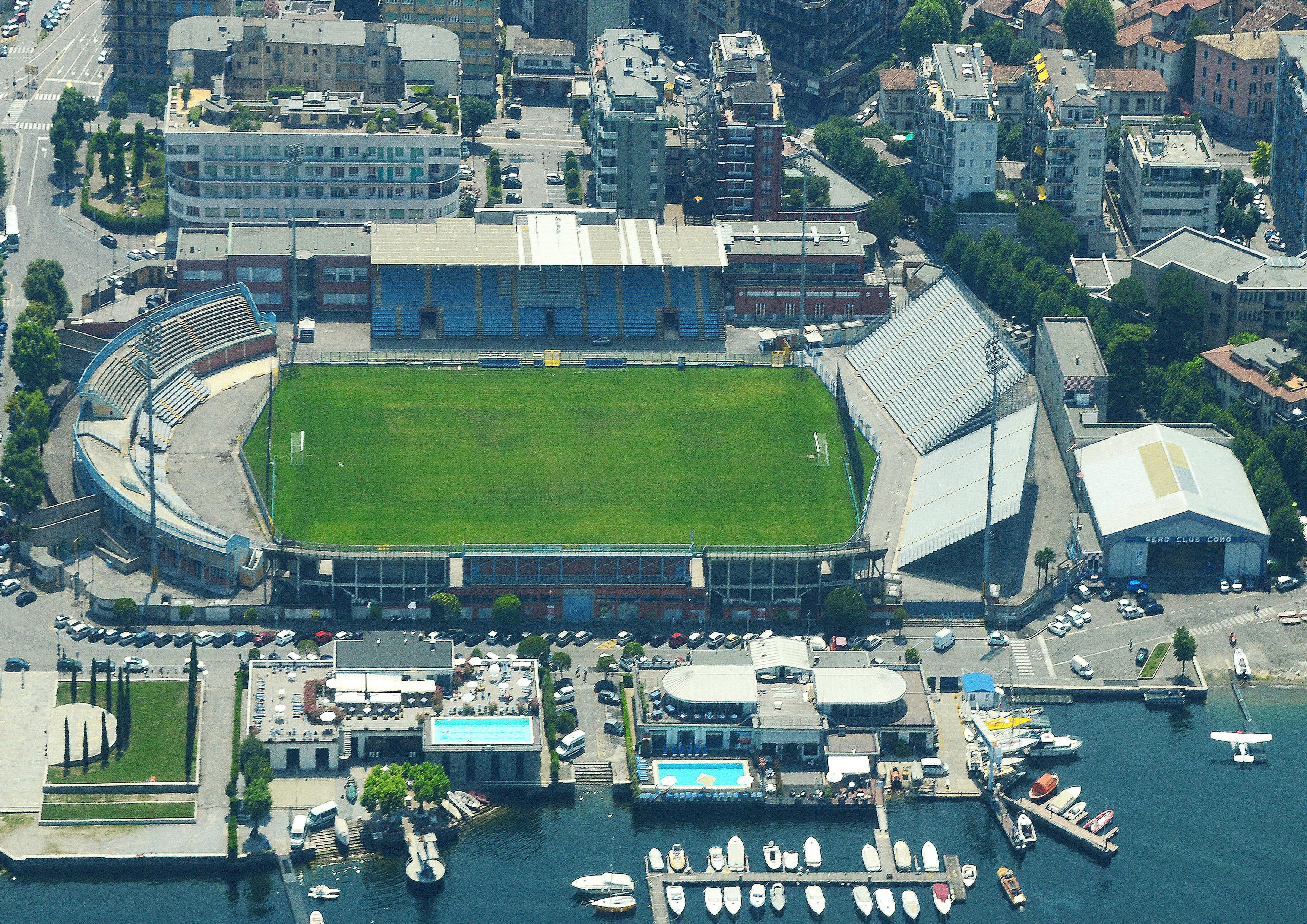
Estádio Giuseppe Sinigaglia

O Como disputou suas primeiras partidas no Campo di via dei Mille, localizado no município de Como. O campo foi inaugurado em 1º de outubro de 1911, com dois amistosos na vitória da Internazionale sobre o Milanese por 8-0, e o Como conseguiu vencer o Bellinzona por 3–1. O clube então utilizou o estádio para disputar suas partidas em casa em diversas competições até 1928.
Na temporada 1928-29 o Como mudou-se para o estádio onde joga até hoje: Estádio Giuseppe Sinigaglia, para jogar suas partidas em casa na Lega Pro Prima Divisione. O estádio foi construído por ordem de Benito Mussolini e recebeu o nome do remador e herói de guerra italiano Giuseppe Sinigaglia, falecido na Primeira Guerra Mundial. Foi inaugurado em 30 de julho de 1927.
O estádio é propriedade da Câmara Municipal de Como e tem capacidade para 13.602 espectadores. A sua construção, com curadoria de Giovanni Greppi, é um dos primeiros exemplos de arquitetura racionalista na Itália.

### Centro de treinamento

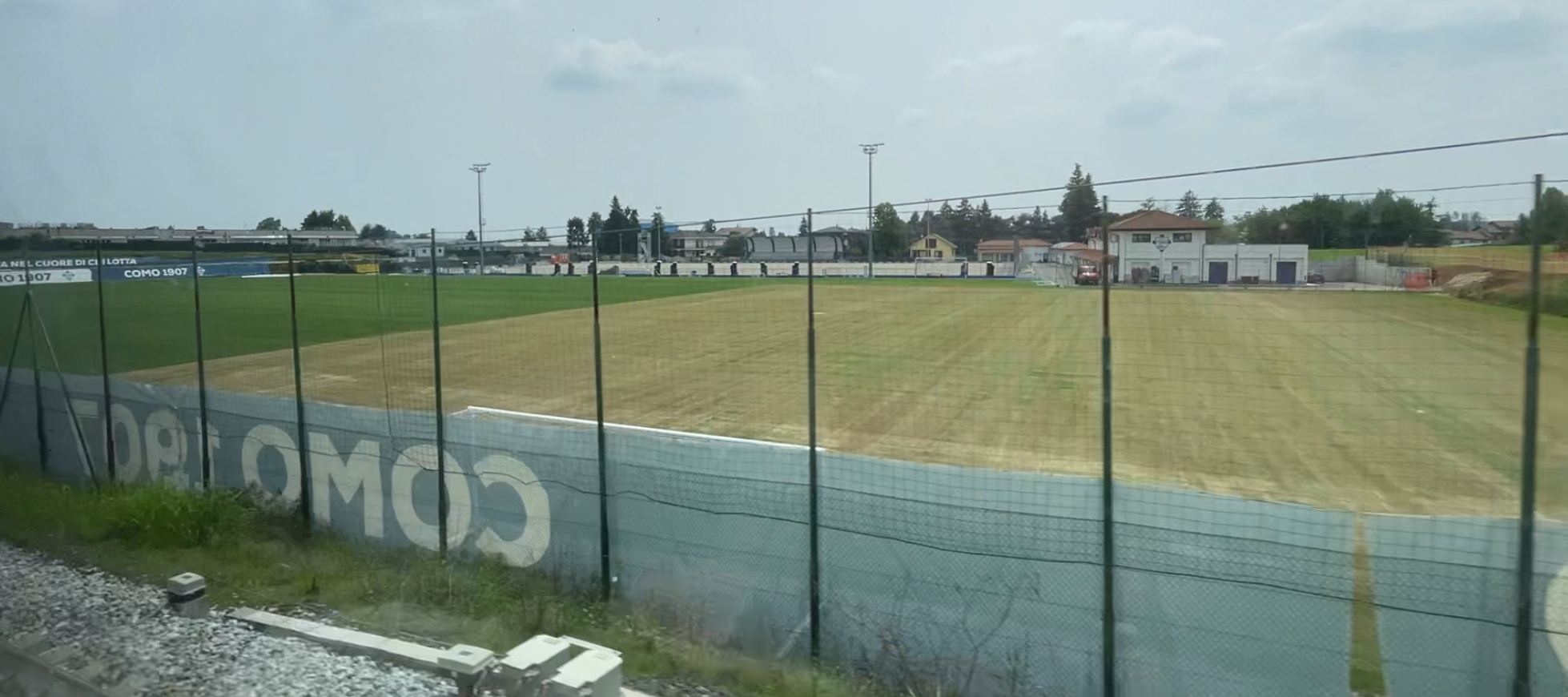
CT Mozzate

Em 1980, durante a presidência de Mario Beretta, foi construído e inaugurado em Orsenigo um centro desportivo da equipa principal e do juvenil; a instalação (equipada com três campos de vários tamanhos, além de edifícios de serviços) foi batizada em 2008 em memória de Beretta.
Em 2016, na sequência da falência do Calcio Como, uma vez que o centro estava registado em nome da empresa-mãe S3C, o refundado Como 1907 viu-se incapaz de tirar vantagem disso; os treinos da primeira equipa foram transferidos para o centro desportivo de Bregnano, enquanto o juvenil foi transferido para as instalações "Lambrone" em Erba. O CT “Beretta” nunca foi readquirida pela Como (que não apresentou oferta), caindo num estado de abandono quase total.
No verão de 2020, o Como arrecadou em leilão o centro desportivo municipal de Mozzate, que passou a ser sede e campo de treino da primeira equipe (sujeito a obras de ampliação e reforço estrutural).

## Torcida e rivalidades
O movimento ultras do Como nasceu com o grupo Fossa Lariana, um dos maiores e mais importantes grupos de ultras do período, que tinha vários setores espalhados pela Itália, especialmente no Lácio em meados da década de 1970. Os ultras de Como ganharam destaque, rejeitando o estilo clássico italiano popular entre os ultras de Larian, caracterizado por tambores, faixas e cores diversas, em favor do estilo inglês, com o grupo Blue Fans Como (BfC). Após sua dissolução em 2002, na cidade nasceram muitos grupos que lideraram a curva do Como, como Lariani, Estrema Fazione, WBH (White & Blue Hooligans) e Blacklist Como.
Os ultras do Como foram então reorganizados sob a bandeira de Como 1907, que reuniu os coletivos de Maledetta Gioventù (o grupo líder) e Solo Cylom 1995. Outros grupos da curva de Como são: Panthers 1975 (um dos grupos mais antigos ainda existentes em Como), Distinzione Lariana, Brusà, Madness - Tugurio, Away 1907, Quelli del Lago, Old Fans e Veterani.
Um dos principais lemas dos apoiantes de Como é "Non ci sono amici di Como", que resume brevemente o motivo de muitas rivalidades. As principais rivalidades do Como são com os clubes vizinhos, como o Derby del Lario contra Lecco, o Derby Insubria contra Varese e o Derby entre Como e Monza que é definido como "o derby mais quente da Série B". Os dois clubes se enfrentaram pela primeira vez em Como, em 19 de novembro de 1922, com a partida terminando empatada sem gols. A rivalidade começou em 4 de junho de 1967, quando o Monza venceu o Como por 1 a 0 na partida decisiva do play-off de promoção da Série B. Tornou-se mais intenso em 13 de abril de 1980; com Monza vencendo por 3–1, Como empatou no último minuto com um pênalti. O empate 3-3 acabou com as chances de promoção do Monza à Série A. Os ultras de Como foram no passado unidos com os ultras do Milan, em particular com Fossa dei Leoni e Gruppo Brasato, se transformando em rival da Internazionale. Outras rivalidades são com os torcedores de Modena, Livorno, Atalanta, Venezia, Cremonese, Brescia, Hellas Verona, Sampdoria e Piacenza.

## Cultura Popular
Em abril de 2021, foi lançada a série documental Como 1907: The Real Story. A série não só apresenta jogos de clubes, mas também explora a dinâmica do clube nos bastidores, num esforço para tirar o clube italiano da terceira divisão da sua crise, desde que a sua propriedade foi assumida pelo Grupo Djarum. A série documental foi lançada mundialmente através do serviço de streaming indonésio Mola, que também é subsidiária do Grupo Djarum. O processo de produção, desde o início das filmagens até a pós-produção, levou um ano e meio e custou cerca de Rp 3 bilhões. A realização desta série demorou bastante, já que o processo de filmagem durou uma temporada completa do clube.
A história do romance La customa del vento de Folco Quilici (2011) gira em torno de um goleiro imaginário do Como na década de 1970, na Série A; o jogador, chamado Jorghii Vallodi, é filho de uma italiana e de um soldado cossaco.
No filme L'allenatore nel pallone (1984), aparece também o nome do Como (presente na Série A da época); especificamente, é uma das equipes derrotadas pelo Lombarda, treinado pelo protagonista do filme Oronzo Canà (interpretado por Lino Banfi). O nome aparece na forma de manchete de jornal com a seguinte redação: "A Lombarda também vence em Como".

## Elenco atual
Última atualização: 25 de julho de 2025.

## Títulos
Serie B
- 1948-49, 1979-80, 2001-02

Serie C
- 1967-68, 2020-21

Serie C1
- 1978-79

Serie D
- 2007-08

Prima Divisione
- 1930-31

Coppa Italia Serie C
- 1996-97

Coppa Italia Serie D
- 2007–08

Torneo Benefico Lombardo
- 1944-45